# Возрождение (муниципальное образование город-курорт Геленджик)
Возрождение — село в Краснодарском крае. Входит в состав Дивноморского сельского округа муниципального образования город-курорт Геленджик.

## География
Селение расположено на трассе М4 (Новороссийск-Сухум), между Геленджиком и Михайловским Перевалом, в 190 километрах к юго-западу от Краснодара и 8 км к востоку от Геленджика. Село вытянуто вдоль шоссе на 5,5 километров.
Населённый пункт расположен в долине реки Мезыбь и её притоке Жане (Жанэ), на участке от Тёмной Щели до устья реки Ачибс, в 8 км от побережья Чёрного моря. В восточной части села Мезыбь впадает её правый приток — река Жане (Жанэ).
Средние высоты на территории села составляют 122 метра над уровнем моря. Рельеф местности преимущественно холмисто-гористый.

## Природные условия
Село Возрождение располагается в широкой долине реки Мезыбь, протянувшейся с востока на запад, вдоль южного склона Коцехурского хребта (отрог ГКХ), к западу от Михайловского Перевала. Левый, более крутой борт долины Мезыбь обращён к северу. Здесь преобладают насаждения формации бука восточного (Fageta orientalis). Правый борт долины (склоны Коцехурского хребта) обращен к югу, здесь и на залесённых участках поймы реки преобладают насаждения формации дуба скального (Quercera petraeae). Склоны Коцехурского хребта пересекают глубокие врезы щелей (Темной, Жане, Ятликовой, Мягкой), по дну которых текут реки впадающие в Мезыбь. В устьях рек, по щелям растут ольха, ива, кустарники.
В нижней части борта долины реки Мезыбь сложены толщей нижнемелового терригенного флиша, представляющих чередование глин, с прослоями песчаников, алевритов и конгломератов. В обнажениях встречаются аммониты.
На северной окраине села, в условных границах междуречья долин рек Ачибс и Жане, в Рейсовой щели находится Ачибско — Женейское месторождение минеральных лечебных йодобромных вод. Воды месторождения преимущественно хлоридно-натриевого типа средней и высокой минерализации, вплоть до рассолов (минерализация от 10 до 45 г/л). В окрестностях села располагаются самоизливающиеся минеральные источники йодобромных вод — «Михайловский» расположенный вблизи восточной границы села, и «Руслан», расположенный на правом склоне долины реки Ачибс.

## История
Район современного села издревле была обитаема человеком. К примеру, расположенные в долине реки Жане дольмены датируются первой половиной 3-го — второй половиной 2-го тысячелетия до н. э.
По Адрианопольскому трактату 1829 года, Османская империя навсегда уступила России свои права на восточное побережье Чёрного моря, с населявшими его черкесскими племенами, которые однако не признавали над собой власти обеих держав. В 1864 году закончилась Кавказская война, вследствие чего черкесские общества не желавшие признавать над собой власть российского государства, были выселены в Турцию.
С мая 1864 года, правительство начало заселять опустевшие побережья. В конце XIX века, по долине реки Мезыбь прошло Новороссийско-Сухумское шоссе, сооружением которого руководил генерал М.Н. Анненков. Шоссе начали строить в 1887 году, а уже к 1892 году оно было пущено в эксплуатацию. На карте окрестностей Геленджика 1902 года, на месте современного села Возрождения был указан только один пункт — расположенное в устье реки Жане охотничье имение принца Александра Петровича Ольденбургского.
С установлением советской власти, в окрестностях Геленджика начали быстрыми темпами развивать сельское хозяйство. Так были образованы колхозы: «им. Тельмана» — хутор Широкая Щель; «им. Ц.О. «Правды» — хутор Мягкая Щель; «Красный огородник» — 13 км; «Наш труд» — хутора Жане и Лысые горы.
Собственно история села Возрождение начинается в 1925 году, когда название «Возрождение» впервые появляется в списке населенных мест Геленджикского района, в составе Адербиевского сельского Совета. Этот год и считается официальной датой основания села.
В 1955 году село Возрождение передано в состав Михайловско-Перевальского сельского Совета Геленджикского района Краснодарского края.
В 1961 году в состав села Возрождение были включены хутора — Жане Первый и Жане Второй.
30 сентября 1963 года село Возрождение передано в Фальшиво-Геленджикский сельсовет Геленджикского горсовета Краснодарского края. На 1 января 1968 года село Возрождение уже входило в состав Большого Геленджика.
С 1 сентября 1964 года по 1 января 1988 года село входило в состав Дивноморского сельского Совета Геленджикского горсовета Краснодарского края.
Решением исполнительного комитета Геленджикского городского Совета народных депутатов № 300 от 13 июля 1983 г. и последовавшим решением крайисполкома от 26 октября 1983 года, хутор Мягкая Щель был упразднён и включён в состав села Возрождение.
С 10 марта 2004 года село Возрождение в составе Дивноморского сельского округа муниципального образования город-курорт Геленджик Краснодарского края.
11 октября 2015 года в селе прошли праздничные мероприятия, посвященные 90-летию села.

## Население
| 2002 | 2010  |
| ---- | ----- |
| 1405 | ↗1546 |

## Достопримечательности

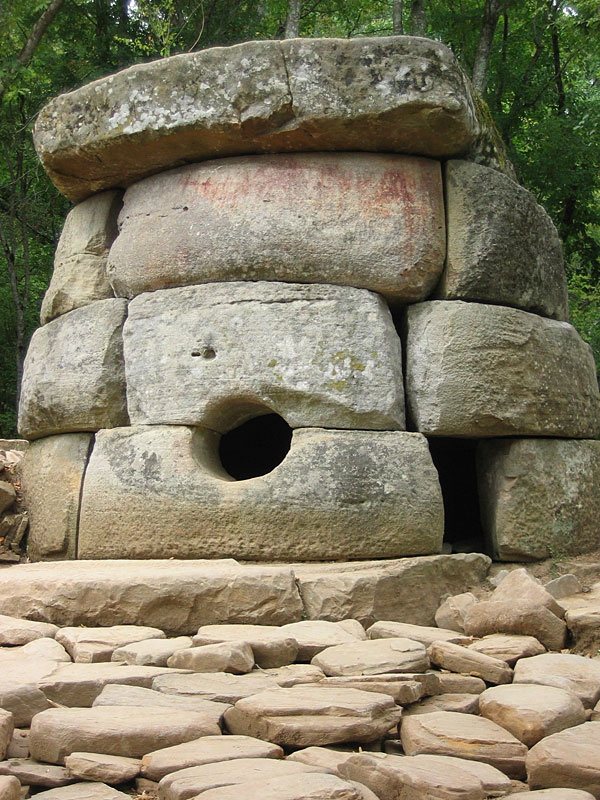
Дольмен в долине реки Жане

- Водопады на реке Жане — до 24 метров.
- Дольмены — памятники архитектуры каменного века. В районе села имеются более 20 дольменов, в основном разрушенных. Один неразрушенный дольмен находится у въезда в село со стороны Геленджика (на кладбище), а также единственный сохранившийся целым круглый составной дольмен в долине реки Жане.
- Средневековые курганные захоронения адыгов VII-XV веков.

## Инфраструктура
В селе функционируют:
- учреждения образования: основная общеобразовательная школа МБОУ НОШ №16; детский сад МБДОУ №18 «Родничок».
- учреждения культуры: МБУК «ЦКС ДСО» клуб села Возрождение и библиотека МБУК ЦБС;
- учреждения здравоохранения: фельдшерско-акушерский пункт.

## Русская Православная церковь
Строительство храма во имя Смоленской иконы Божией матери ведется в центральной части села (на 14 км). На участке выделенном для строительства в настоящее время закончено возведение малого (временного) храма.
При храме Смоленской иконы Божией Матери устроена часовня во имя Богоявления Господня. Часовня расположена на берегу реки Жане (около водопада Чаша), в котором по традиции в Крещение совершается Великий Чин освящения воды, после чего желающие, совершают омовение в освящённых водах, в чаше выбитой в скале водопадом.
История строительства
12 апреля 2015 года, в день Пасхи жители села Возрождение обратились к епископу Новороссийскому и Геленджикскому Феогносту, с просьбой об образовании православного прихода и 22 июня 2015 года произошла государственная регистрация Православного прихода храма Смоленской иконы Божьей Матери в селе Возрождение. На приход был направлен настоятель, игумен Иосиф. В центральной части села, по благословению епископа Феогноста начато строительство малого (временного) храма во имя Смоленской иконы Божией Матери. Первый водосвятный молебен на месте будущего храма прошёл 10 августа 2014 , а 3 октября 2015 года, был освящен и установлен на временный храм надкупольный Крест .
Первое богослужение в малом (временном) храме состоялось в Лазареву субботу. Литургию в Лазареву субботу (23 апреля 2016 года) совершил епископ Новороссийский и Геленджикский Феогност в сослужении настоятеля храма игумена Иосифа (Шахворостова), исполняющего обязанности благочинного Геленджикского округа — иеромонаха Митрофана (Вороны), настоятеля подворья Свято-Михайло-Афонской Закубанской пустыни в с. Береговое — иеромонаха Флегонта (Токарева), .
18 января, в Крещенский сочельник была освящена часовня во имя Богоявления Господня при храме иконы Божией Матери «Смоленская». 10 января 2017 года, был совершен чин освящения накупольного креста на часовне. Чин совершил и.о. благочинного Геленджикского округа – иеромонах Митрофан (Ворона), ему сослужили: настоятель храма – игумен Иосиф (Шахворостов). После окропления креста святой водой, он был установлен на купол часовни.